# Logodazj
Logodazj (bulgariska: Логодаж) är ett distrikt i Bulgarien.   Det ligger i kommunen Obsjtina Blagoevgrad och regionen Blagoevgrad, i den västra delen av landet, 80 km söder om huvudstaden Sofia. Antalet invånare är 303. Arean är 31 kvadratkilometer.
Terrängen i Logodazj är kuperad västerut, men österut är den platt.
Omgivningarna runt Logodazj är en mosaik av jordbruksmark och naturlig växtlighet. Runt Logodazj är det ganska tätbefolkat, med 111 invånare per kvadratkilometer.